# Dietrich (Brandenburg)
Dietrich war von 1279 bis 1303 Propst von Leitzkau. Er gehörte dem Prämonstratenserorden an.

## Leben
Als Propst von Leitzkau ist Dietrich vom 12. Januar 1279 bis zum 22. September 1303 urkundlich nachweisbar. Als Richard die Wahl zum Bischof von Brandenburg nicht annahm, wurde Dietrich von den Kapiteln von Brandenburg und Leitzkau zum neuen Bischof von Brandenburg gewählt. Dieser Wahl widersetzte sich jedoch der Magdeburger Erzbischof Erich von Brandenburg. Daher erhielt Dietrich, nun Elekt, nicht die päpstliche Konfirmation. Die Kapitel Brandenburg und Leitzkau leiteten daraufhin in Rom einen Prozess ein, damit Dietrich seine Weihe zum Bischof erhielte. Nach dem Leitzkauer Bischofskatalog sah sich Dietrich als rechtmäßiger Bischof von Brandenburg. Erst im Jahr 1296 wurde Volrad von Krempa vom Papst Bonifaz VIII. zum Bischof von Brandenburg bestimmt.

## Bischof namens Dietrich
- Dietrich (Brandenburg) wird in der Germania-sacra nur als Dietrich genannt. Er gewann zwar die Wahl zum Bischof von Brandenburg, erhielt aber nicht die päpstliche Zustimmung, von manchen Forschern wird er trotzdem Dietrich I. genannt
- Dietrich von Kothe wird in der Germania-sacra als Dietrich I. genannt,  wird von manchen Forschern aber Dietrich II. genannt
- Dietrich von der Schulenburg wird in der Germania-sacra als Dietrich II. genannt, wird von manchen Forschern aber Dietrich III. genannt
- Dietrich von Stechow wird in der Germania-sacra als Dietrich III. genannt, wird von manchen Forschern aber Dietrich IV. genannt
- Dietrich von Hardenberg wird in der Germania-sacra als Dietrich IV. genannt, wird von manchen Forschern aber Dietrich V. genannt

## Quelle
- Personendatenbank zur Germania Sacra, abgerufen am 3. Juli 2017.
- Germania-sacra, abgerufen am 3. Juli 2017.